# Терваль
Терваль (фр. Terval) — муніципалітет у Франції, у регіоні Пеі-де-ла-Луар, департамент Вандея. Терваль утворено 1-1-2023 шляхом злиття муніципалітетів Брей-Барре, Ла-Шапель-о-Лі i Ла-Тардьєр. Адміністративним центром муніципалітету є Ла-Тардьєр. Населення — 2168 осіб (01.01.2021).